# Keisuke Tsuboi
Keisuke Tsuboi (jap. 坪井慶介, 16 września 1979 w Tokio) – piłkarz japoński grający na pozycji środkowego obrońcy lub defensywnego pomocnika.

## Kariera klubowa
Tsuboi uczył się w szkołach Yokkaichi Chūō Industrial High School i na Uniwersytecie Fukuoka. Tam też zaczął trenować piłkę nożną i m.in. w 2001 roku reprezentował Japonię na uniwersjadzie w Pekinie, którą jego rodacy wygrali dzięki zwycięstwu z Ukrainą. Po skończeniu studiów w 2002 roku Tsuboi został piłkarzem Urawy Red Diamonds i szybko przebił się do pierwszego składu zespołu. W J-League zadebiutował 3 marca 2002 w przegranym 0:1 wyjazdowym meczu z Yokohama F. Marinos. W tym samym roku otrzymał nagrody dla Debiutanta Roku w J-League, a także Młodego Zawodnika Roku. 17 maja 2003 strzelił pierwszego gola w lidze, w zremisowanym 4:4 spotkaniu z Gambą Osaka. W tym samym roku zdobył Puchar J-League. W 2005 roku wywalczył Puchar Japonii, a w 2006 swój pierwszy tytuł mistrza Japonii, a także kolejny puchar. W 2007 roku wygrał z Urawą Azjatycką Ligę Mistrzów.
| Sezon | Klub               | Kraj    | Rozgrywki | Mecze | Bramki |
| ----- | ------------------ | ------- | --------- | ----- | ------ |
| 2002  | Urawa Red Diamonds | Japonia | J-League  | 30    | 0      |
| 2003  | Urawa Red Diamonds | Japonia | J-League  | 30    | 1      |
| 2004  | Urawa Red Diamonds | Japonia | J-League  | 14    | 0      |
| 2005  | Urawa Red Diamonds | Japonia | J-League  | 33    | 0      |
| 2006  | Urawa Red Diamonds | Japonia | J-League  | 27    | 0      |
| 2007  | Urawa Red Diamonds | Japonia | J-League  | 31    | 0      |
| 2008  | Urawa Red Diamonds | Japonia | J-League  |       |        |

## Kariera reprezentacyjna
W reprezentacji Japonii Tsuboi zadebiutował 11 czerwca 2003 roku w zremisowanym 0:0 towarzyskim spotkaniu z Paragwajem. W 2006 roku został powołany przez Zico do kadry na Mistrzostwa Świata w Niemczech. Tam wystąpił we dwóch grupowych spotkaniach: przegranych 1:3 z Australią i 1:4 z Brazylią. W 2007 roku Ivica Osim zabrał go na Puchar Azji 2007, ale zawodnik nie wystąpił tam w żadnym spotkaniu. 8 lutego 2008 Tsuboi ogłosił zakończenie kariery reprezentacyjnej. W kadrze narodowej wystąpił w 40 meczach.